# Acanthomintha
Acanthomintha – rodzaj roślin z rodziny jasnotowatych (Lamiaceae). Obejmuje 4 gatunki występujące w Kalifornii.

## Systematyka
Pozycja według APweb (aktualizowany system APG III z 2009)
Przedstawiciel rodziny jasnotowatych (Lamiaceae) należącej do rzędu jasnotowców (Lamiales) reprezentującego dwuliścienne właściwe.
Wykaz gatunków
- Acanthomintha duttonii (Abrams) Jokerst
- Acanthomintha ilicifolia A.Gray
- Acanthomintha lanceolata Curran
- Acanthomintha obovata Jeps.